# Flashback 2
Flashback 2 é um jogo eletrônico de plataforma de aventura e ficção científica (ciberpunk) desenvolvido pela Microids Lyon/Paris e Paul Cuisset, a ser lançado em 2023, como a continuação do jogo eletrônico Flashback: The Quest for Identity (1992).
Este jogo possui alguns elementos vistos no clássico da década de 1990, semelhante a um remake, trazendo uma sensação de deja-vu.

## Sinopse
No século 22, a empresa United Worlds se expande no sistema Solar, mas é ameaçada pela invasão morph liderada pelo general Lazarus, que ameaçam destruir a civilização. Neste contexto, Conrad Hart e A.I.S.H.A. (a arma inteligente) entram em uma aventura em busca de seu companheiro Ian, que foi sequestrado, retonando assim um confronto contra os invasores morph.

## Lançamento
O jogo será lançado em 2 de novembro para as seguintes plataformas: computador, PS4, PS5, Switch, Xbox One e Xbox Series X/S.